# Right Here Right Now (álbum de Jordin Sparks)
'Right Here Right Now' es el tercer álbum de estudio de la cantante estadounidense Jordin Sparks. Fue lanzado el 21 de agosto de 2015 a través de Louder Than Life/Red Associated Labels (RAL), un sello de Sony Music Entertainment y 19 Recordings. Tras la disolución de su sello original Jive Records en 2011, Sparks firmó con RCA Records, pero después de años de negociaciones fallidas para lanzar nuevo material bajo su sello, fue liberada de su contrato en 2014 y firmado con Louder Than Life/Red Associated Labels. Sparks confirmó por primera vez el anuncio del lanzamiento del álbum en noviembre de 2014, luego del lanzamiento de su mixtape #ByeFelicia. Right Here Right Now marca su primer álbum de estudio en más de seis años, desde Battlefield (2009).
Sparks describió Right Here Right Now como "música bonita con un toque especial", influenciada en gran medida por el R&B de los noventa. La edición final del álbum presenta una edición estándar de catorce pistas que se distribuyó en todos los mercados nacionales e internacionales. Las contribuciones a la producción del álbum vinieron de Salaam Remi, Kenneth "Babyface" Edmonds, The Underdogs, Jonas Jeberg y Dem Jointz. "Double Tap", una colaboración con el rapero 2 Chainz, fue lanzada como el sencillo principal de Right Here Right Now en marzo de 2015, alcanzando su punto máximo en el número 25 en la lista Billboard Rhythmic Top 40 en los Estados Unidos. La canción principal fue lanzada como segundo sencillo en julio, seguida de "They Don't Give" como tercer y último sencillo en septiembre. "It Ain't You" y "They Don't Give" sirvieron como sencillos promocionales antes del lanzamiento del álbum.
Right Here Right Now recibió críticas generalmente positivas de los críticos musicales, muchos de los cuales elogiaron la producción así como la dirección musical de Sparks, creyendo que era más auténtica que sus lanzamientos anteriores. Si bien el álbum fue un éxito de crítica, tuvo un desempeño comercial inferior en la lista Billboard 200 en los Estados Unidos, alcanzando solo el puesto 161. Sin embargo, alcanzó el número 11 en la Lista Billboard de álbumes de R&B/Hip-Hop.

## Antecedentes
En octubre de 2010, en una entrevista, Sparks reveló que había comenzado a trabajar en su tercer álbum de estudio. En noviembre de 2010, durante una entrevista con Good Day New York, Sparks confirmó que grabaría el álbum en Nueva York y Arizona. En enero de 2011, se informó que Sparks y John Legend estaban trabajando juntos en canciones en el estudio.
El 5 de mayo de 2011, se reveló que Sparks lanzaría un sencillo que no formaría parte del álbum titulado "I Am Woman". Para apoyar su nuevo sencillo, Sparks actuó como telonera de la Gira de verano de NKOTBSB. El 12 de mayo de 2011, Sparks interpretó "I Am Woman" en el programa de resultados principales de American Idol. Debutó en el Billboard Hot 100 de EE. UU. en el puesto 82, con 33.000 unidades vendidas. También debutó en el Billboard de EE. UU.  Digital Songs en el puesto 57. Sparks interpretó "I Am Woman" en Regis and Kelly el 14 de junio. El 9 de agosto de 2012, Sparks declaró durante su entrevista con "Billboard", que hasta el momento tenía unas siete canciones preparadas para su tercer álbum. Sparks declaró: "Va a ser diferente de lo que mis fans han escuchado antes. Con Battlefield (2009) era pop/rock y un poco de pop/R&B, pero ahora voy por más del lado R&B., entonces es como R&B/pop en lugar de pop/R&B."

## Desarrollo
El 15 de agosto de 2014, el productor discográfico Salaam Remi anunció que Sparks era parte de la lista de Louder than Life. En un artículo con Music Connection, Remi anunció que produciría el próximo álbum de Sparks. Durante una gira promocional de la película de Sparks, Left Behind, Sparks dijo que estaba en las etapas finales de su nuevo álbum. Sparks dijo que ya no estaba con RCA Records y que su sencillo saldría a finales de año, con el lanzamiento del álbum en 2015. Sparks dijo que ella y su sello estaban eligiendo actualmente el primer sencillo, el primer vistazo y el nombre del álbum.
El 23 de octubre de 2014, Remi organizó una presentación musical con Sparks, mostrando tres canciones, dos de las cuales fueron interpretadas en vivo. El 26 de noviembre de 2014, Sparks siguió con el lanzamiento oficial de "How Bout Now", que debutó en la página y el sitio web de SoundCloud de LALeakers. Su mixtape, #ByeFelicia, fue lanzado al día siguiente. En la última pista del mixtape, (11:11) Wish, Sparks declaró que su próximo álbum se titularía Right Here Right Now y sería lanzado en 2015.

## Conflicto con su sello discográfico y nuevo management
El 7 de octubre de 2011, RCA Music Group anunció que disolvería Jive Records junto con Arista Records y J Records. Con el cierre, Sparks lanzaría material futuro con RCA Records.
Debido a que RCA no eligió una ubicación para su tercer álbum en su presupuesto anual, Sparks se embarcó en otras empresas de audiciones para papeles de cine y televisión. Sparks consiguió su primer papel importante en una película en el drama musical Sparkle. La banda sonora original de la película incluía nueva música original de Sparks basada en la película e incluyó el sencillo "Celebrate", un dueto entre Sparks y Whitney Houston.
Sparks fue liberada de su contrato con RCA Records y posteriormente firmó con Louder than Life, donde ReMi sería productor ejecutivo junto con Sparks. Como resultado del nuevo acuerdo todo el material que Sparks había grabado previamente para su tercer álbum bajo RCA, posteriormente fue descartado y desde enero de 2014 había comenzado a regrabar y escribir nuevo material. Un anuncio oficial de la firma de Sparks con el nuevo sello solo se publicó un año después, en agosto de 2014.

## Grabación y composición
Right Here Right Now se inspiró en las experiencias de vida de Sparks durante los últimos años, incluidos problemas con su sello anterior, su relación y su crecimiento personal continuo "mi mamá se acaba de casar, mi hermano tuvo un bebé, casado, se han producido grandes hitos, así que todo eso me ha inspirado mucho". Sparks cita a las leyendas del soul Mariah Carey, Whitney Houston, Boyz II Men y Babyface por su influencia. en su sonido.

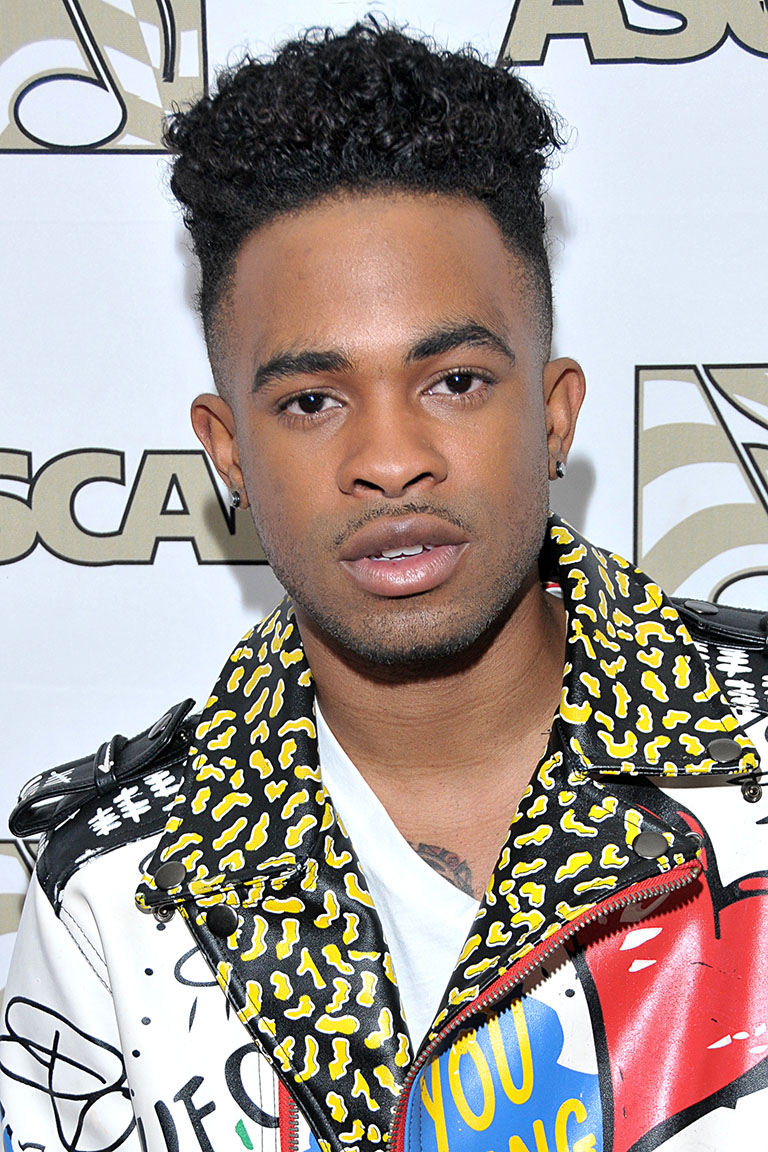
Elijah Blake aparece en la canción "Unhappy", además de tener créditos de composición y producción vocal en otras partes del álbum.

El álbum se abre con "Work From Home", una canción animada que presenta al rapero estadounidense B.o.B. Salaam Remi produjo el ritmo "animado" y amigable para la radio que habla de trabajar "horas extras" en una relación con alguien. y "cuando esa persona en particular llega a casa, quieres hacer todo lo posible para hacerla feliz". Sparks compara la canción con Cater 2 U de Destiny's Child por su similitud en el tema. Luego viene "1000", que presenta a J-Doe, una canción electro. y R&B con saxofón escrita por Dwayne Abernathy, Alju Jackson y J-Doe, con producción a cargo de Dem Jointz. La canción presenta dos interpolaciones prominentes, las primeras muestras pesadas "Moanin", del jazz del contrabajista Charles Mingus, de su álbum de los años 1960 Blues & Roots así como "Ain't Worried About Nuthin'", un sencillo de 2013 del rapero estadounidense French Montana. Habla líricamente de "una relación en la que no hay condiciones" desde la perspectiva de una chica. El álbum lleva el nombre de la pista tres, "Right Here Right Now", una pista de R&B escrita por James Fauntleroy y Dwayne Abernath que sirve como la segunda canción del álbum que incluye producción de Dem Jointz. Rap-Up describió la canción como un "jam sexy", mientras que Mike Wass de Idolator describió la canción como un "club-banger". al escuchar la producción de la canción, Sparks la etiquetó como una pista "intrincada" con una "sensación internacional".
El álbum continúa con la cuarta pista, "Double Tap", que presenta al rapero estadounidense 2 Chainz. Con producción de Jonas Jeberg, quien también produjo el sencillo de Sparks de 2008 "One Step at a Time", la canción es una oda a todos los acosadores de Instagram que no muestran su amor con me gusta. También es un llamado a la acción para esas personas. Sparks canta "Cariño, en voz baja/Te quedas en mi página porque supongo que soy tu favorita/Pero no dejarás que se note, de ninguna manera/Si te gusta lo que ves entonces tienes que hacérmelo saber/Apuesto a que no tocará dos veces esa azada/Apuesto a que no tocará dos veces esa azada". La siguiente canción, "Boyz in the Hood", mantiene la energía alegre del álbum con su producción de chasquidos dirigida por piano. En el tema "contagioso", Sparks adopta su versión ideal del chico malo perfecto, describiendo todos los diferentes tipos de chicos que despiertan su interés: "Espaldas, tatuajes y un cuello en V/Eso es todo lo que necesitará para estar fresco/Y rodamos por la calle/Y esos J están de pie/Y sus cadenas sobre mí". La Producción del álbum entonces pasa a una balada sensual midtempo, "Silhouette". En la canción, Sparks usa su voz falsetto canalizando el trabajo anterior de Mariah Carey adoptando sus "arrullos más ágiles". Sparks lo lleva al dormitorio y habla de los momentos descriptivos e íntimos que comparte con su amante "No hay espacio entre nosotros/Esta noche seremos perfectos/Pintando cuadros perfectos de lo que sucede en esta cama/Sombras insaciables reveladas por las velas/Tú y yo y nuestra silueta".
Luego pasa a otra pista llamada "They Don't Give", una balada "sensual" producida por Babyface que "recuerda a cualquier pista de principios de los 90 que tuviera a Babyface detrás de la pluma".  Líricamente habla de estar en una relación y no importarle lo que alguien de afuera tenga que decir, a pesar de que nadie más entiende "Nos importan un carajo", No saben nada sobre su amor. El octavo lugar del álbum es "Left....Right?". Crada produjo el vibe disco, que se centra en la conversación de un amante que le hace al otro todas estas preguntas, esperando una respuesta pero sin obtener la respuesta que desea. "Encontraré el camino de regreso a ti/Eso es lo que dijiste antes de irte....¿verdad?/Yo era a quien habías corrido/El único que te quedaba...¿verdad?".

## Concepto y título
Con el lanzamiento del tercer álbum de Sparks, aparece su primer álbum rítmico urbano contemporáneo. Sparks habló sobre el crecimiento musical y la madurez del álbum y dijo:"Mi último álbum salió cuando tenía 19 y 25 es un gran crecimiento para alguien por lo que pasar, durante el tiempo que estuve fuera pude crecer, aprender y experimentar cosas nuevas, lo que me ayudó a poder crear un trabajo completo del que estoy muy orgullosa. El álbum está fuertemente influenciado por el ritmo y la música de los 90. Blues y ve a Sparks hacer uso de su registro vocal más bajo que la hace oír en voz alta para darle a los discos más lentos una vibra más urbana en su interpretación. Sparks cita a Whitney Houston y Mariah Carey como principales influencias en el álbum.
El 24 de noviembre de 2014, Sparks lanzó su primer mixtape oficial #ByeFelicia dirigido por los LA Leakers, que sirvió como muestra del álbum y contó con nueve canciones y la mayoría del mixtape incluía pequeños fragmentos de pistas. eso eventualmente aparecería en el álbum completo. La mayoría de las pistas incluyeron una pequeña entrevista con Sparks donde habló sobre algunas de las pistas. y anunció que el título oficial de su tercer álbum se llamaría "Right Here Right Now", y decía: "Me estoy recuperando aquí y ahora mismo, me siento segura aquí, ahora mismo y todo lo que tenemos es correcto". Aquí ahora mismo. Así que pensé que el título era muy simbólico en muchos sentidos...".

## Portada
A principios de 2015, Sparks realizó la sesión de fotos del empaque del álbum con el fotógrafo James White, de Los Ángeles. Salaam Remi también había realizado una sesión de fotos previa con Sparks para el sencillo principal del álbum, Double Tap, con Sparks sentada frente a una pizarra con un dibujo con tiza del título del sencillo. La portada oficial del álbum se presentó como portada del álbum y del sencillo del título. A diferencia de los álbumes anteriores de Sparks, que incluían un álbum de edición de lujo con ilustraciones separadas, se había enviado una edición estándar del álbum a todos los mercados. El resto de la sesión de fotos del álbum y el diseño del paquete se inspiraron en los elementos tierra, agua, aire y fuego.

## Lanzamiento y promoción
Para generar entusiasmo por el próximo álbum de Sparks, Sparks unió fuerzas con los LALeakers para producir un mixtape que se entregaría a los fanáticos de forma gratuita. El mixtape titulado #ByeFelicia fue lanzado el 25 de noviembre de 2014 y contenía clips de entrevistas donde Sparks hablaba sobre cada canción. Al final de la última pista, "11:11", Sparks anunció que algunas de las canciones del mixtape, así como nuevas pistas, estarían en su próximo tercer álbum. El mismo día, Sparks lanzó un pedido anticipado del álbum en su sitio web oficial; dándole a los fans la oportunidad de que sus nombres aparezcan en el folleto oficial de su álbum.
En las semanas previas al lanzamiento del álbum, Sparks comenzó a publicar pistas del álbum de gratificación instantánea todos los viernes, a las que llamó #NewMusicFridays. A partir del 24 de julio de 2015, Sparks lanzó la canción del álbum "100 Years", seguida de They Don't Give (también se lanzó un video exclusivo a través de VH1.com el 7 de agosto, Work From Home (ft. B.o.B) y Boyz in the Hood en las siguientes semanas. El 14 de agosto, Sparks lanzó una transmisión completa exclusiva del álbum a través de VH1 y el programa VH1First de Reese, una semana entera antes del lanzamiento oficial del álbum. Sparks actuó en Today Show el 27 de agosto de 2015.
- 14 al 22 de agosto: varios encuentros y saludos de fans y presentaciones públicas
- 14 de agosto: entrevista en KTLA, On Air With Ryan Seacrest y varios medios de radio y noticias.
- 18 de agosto – Entrevista y actuación en REVOLT Live
- 20 de agosto: Actuación en el Honda Stage del iHeartRadio Theatre LA
- 21 de agosto – Ebro in the Morning, tocó la campana de cierre de la NYSE
- 27 de agosto – Entrevista en Today Show y presentación de "They Don't Give".

### Sencillos

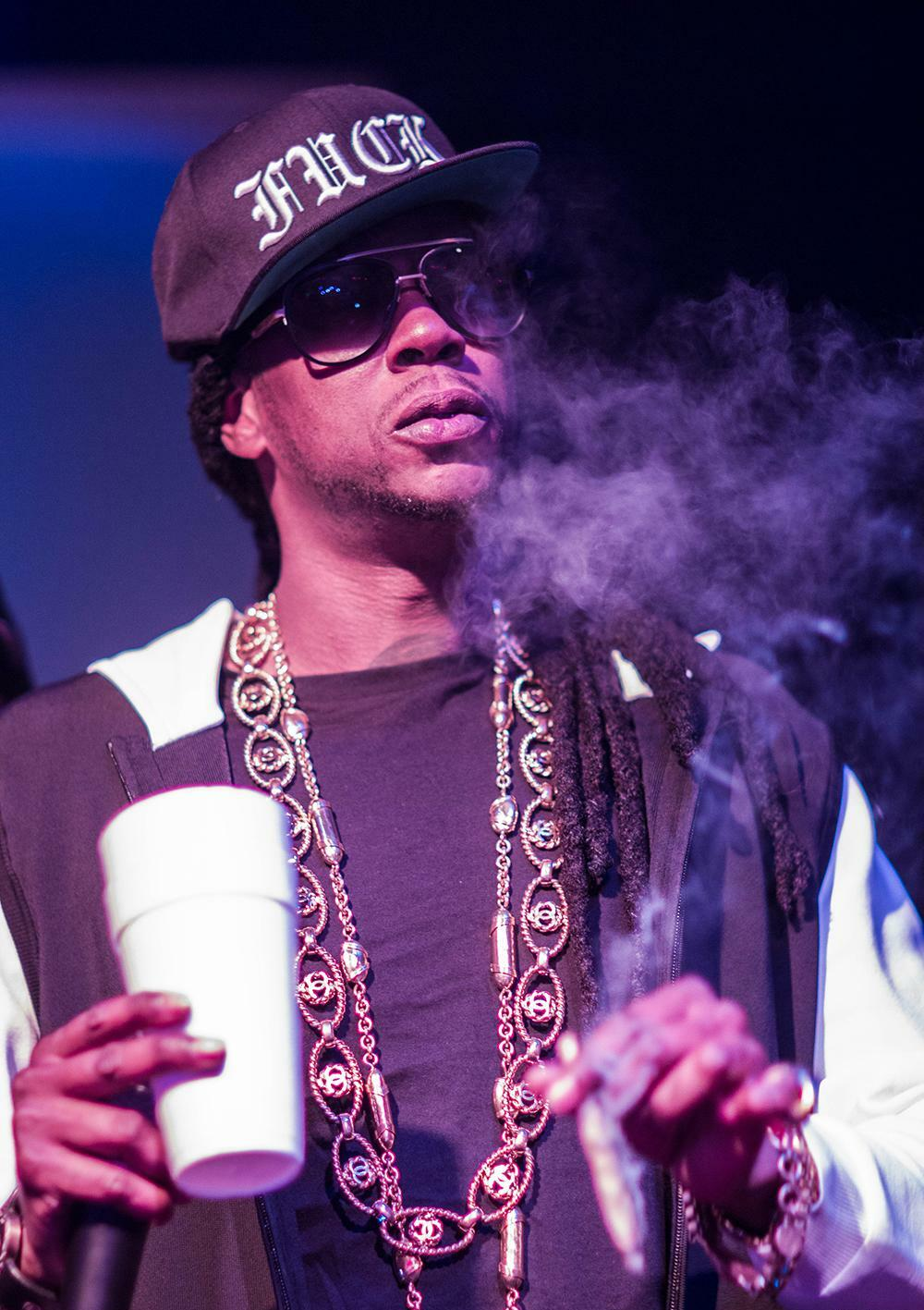
2 Chainz aparece en el sencillo principal "Double Tap" con un verso de rap invitado.

"It Ain't You" fue el primer lanzamiento del álbum como sencillo promocional. La canción debutó en el mixtape de Sparks, #ByeFelicia el 25 de noviembre de 2014. La versión oficial de la canción debutó en el canal Vevo de Sparks el 2 de diciembre de 2014. Esta versión difería de la versión de su mixtape en producción, así como algunas adiciones vocales. La canción estuvo disponible para pedidos anticipados el mismo día y se lanzó oficialmente el 16 de diciembre de 2014.
Se anunció que "Double Tap", con 2 Chainz, sería el sencillo principal oficial del álbum. Originalmente estaba programado para ser lanzado el 24 de febrero de 2015, sin embargo, se retrasó una semana para coincidir con la fecha de lanzamiento en la radio y estuvo disponible el 3 de marzo de 2015 en los Estados Unidos, pero en el Reino Unido estuvo disponible el 2 de marzo de 2015. Fue lanzado en la radio Rhythmic en los EE. UU. el mismo día. El video musical se filmó en Atlanta el 11 de febrero de 2015 y se estrenó en Yahoo Music el 10 de marzo de 2015. Estuvo disponible para todas las plataformas digitales al día siguiente.
La canción principal, "Right Here Right Now", fue lanzada como segundo sencillo oficial del álbum el 8 de julio de 2015. Su vídeo musical se estrenó el 9 de julio de 2015 en Times Square. "They Don't Give" apareció en Rhythmic Top 40 Radio el 2 de septiembre de 2015, como el tercer sencillo del álbum. El vídeo musical que acompaña a la canción fue filmado el 4 de junio de 2015 en Crescent Bay Beach, Laguna Beach en California. El video fue dirigido por Mike Ho, quien también dirigió el video de "Right Here Right Now" y se estrenó en VH1 el 10 de agosto de 2015.

## Recepción Crítica
Right Here Right Now recibió críticas generalmente favorables de los críticos musicales, basadas en una puntuación total de 69/100 de Metacritic, la calificación más alta de Sparks. Muchos críticos citaron "Right Here, Right Now" como el mejor trabajo de Spark hasta la fecha, y la aplaudieron por encontrar finalmente su sonido.
NY Daily News escribe: "A los 25 años, Sparks finalmente suena como una mujer, alguien que controla tanto su voz como su carácter... El modelo a seguir más directo para el proyecto. parecen ser los mejores discos urbanos de Mariah Carey de los años 90 y principios de los 2000. Los fans de Carey pueden considerar lo mejor de "Right Here" el material que desearon durante años que Mariah grabara... Ese híbrido, y la nueva madurez de Sparks le permite encontrar su voz, así como un posible nuevo papel. Si bien muchos fanáticos han llamado a Ariana Grande la nueva Mariah, "Right Now" hace que Sparks suene como la verdadera heredera". 
Entertainment Weekly dijo: "En su tercer álbum, la alumna de Idol contrata a 2 Chainz y B.o.B para añadir ventaja a su sensual sonido R&B. Pero es el apoyo de Shaggy en una oda isleña a las relaciones comprometidas lo que destaca entre una mezcla de apasionantes improvisaciones de R&B e himnos femeninos que se hacen cargo". 

## Desempeño comercial
El álbum debutó en el puesto 161 en la lista Billboard 200, número 11 en EE. UU. Billboard Álbumes de R&B/Hip Hop, y número 4 en Billboard Álbumes de R&B.

## Lista de Canciones
| N.º   | Título                       | Producer(s)                            | Duración |  |
| 1.    | «Work from Home» (con B.o.B) | Key Wane Remi                          | 4:25     |  |
| 2.    | «1000» (con J-Doe)           | Dem Jointz                             | 2:37     |  |
| 3.    | «Right Here Right Now»       | Dem Jointz [ 73 ]                      | 2:47     |  |
| 4.    | «Double Tap» (con 2 Chainz)  | Jeberg                                 | 3:25     |  |
| 5.    | «Boyz in the Hood»           | Jeberg                                 | 3:33     |  |
| 6.    | «Silhouette»                 | Deekay                                 | 3:40     |  |
| 7.    | «They Don't Give»            | Babyface Remi                          | 3:48     |  |
| 8.    | «Left....Right?»             | Crada                                  | 3:42     |  |
| 9.    | «Casual Love» (con Shaggy)   | D'Mile                                 | 3:56     |  |
| 10.   | «Unhappy» (con Elijah Blake) | Rochad "Catdaddy Ro" Holiday Trakmatik | 4:04     |  |
| 11.   | «Tell Him That I Love Him»   | The Underdogs                          | 4:56     |  |
| 12.   | «11:11»                      | Remi                                   | 3:56     |  |
| 13.   | «100 Years»                  | Key Wane                               | 3:57     |  |
| 14.   | «It Ain't You»               | DJ Mustard Mike Free                   | 3:21     |  |
| 52:07 |                              |                                        |          |  |

## Créditos y Personal
Adaptado de AllMusic y las notas del álbum.
Estudios de grabación
- Burbank – Glenwood Place; Estudios de grabación Encore
- Miami, Florida – Zoológico de instrumentos
- Los Ángeles – Estudios Larrabee; El castillo de Cadillac; Estudios Big Noize; Estudio de grabación Paramount; Estudio Brandon's Way; Grabaciones de Blakeslee
- West Hollywood – Estudios NightBird
- Ciudad de Nueva York – Platinum Sound Studios; Estudios MSR
- Músic 4U personalizada
- North Hollywood – Estudios Underdog; Suite Noho

Creativos
- Salaam Remi – productor ejecutivo
- James White – fotógrafo
- Fátima Curry – dirección creativa
- GMARAVILLAS – dirección de arte
- Kim Lumpkin – gerente de proyecto
- Jordin Sparks – productor ejecutivo
- Martin "martymar54" Medina – diseño
- Lysa Cooper – estilo
- Rob Talty - estilista
- Pati Dubroff – maquillaje
- Tom Coyne – masterización de álbum
- Victoria Varela – publicista
- Jordin Sparks – voz principal
- B.o.B – artista destacado (pista 1 "Work From Home")
- J-Doe – artista destacado (pista 2 "1000")
- 2 Chainz – artista destacado (pista 4 "Double Tap")
- Babyface – coros
- Shaggy – artista destacado (pista 9 "Casual Love")
- Elijah Blake – artista destacado (pista 10 "Unhappy")

Producción
- Productores – Mike Free, Babyface, Crada, D' Mile, Deekay, Rochad "Catdaddy Ro" Holiday, Jonas Jeberg, Dem Jointz, DJ Mustard, Salaam Remi, Trakmatik, The Underdogs, Key Wane
- Compositores: Dwayne Abernathy, Mikely Adam, Elijah Blake, Marlin "Hookmn" Bonds, Kenneth Edmonds, Dernst Emile II, Kaciny Emile, Greg "Buggyeye" Desilus, James J-Doe, Tauheed Epps, Flauntleroy, Nikki Flores, Reina González, Tyrone Williams Griffin Jr., Alja Jackson, Jonas Jeerg, Lars Halvor Jensen, Johannes R. Joergensen, Christina Kalla, Kurtis Kingston, Thomas "Tommy" Parker Lumpkins, Victoria Monet McCants, Dijon McFarlane, Salaam Remi, Shaggy, Bobby Ray Simmons Jr. ., Meleni Smith, Jordin Sparks, Steven Russell, Los desamparados, Dwayne Weir, William Calvin Wesson, Dewain Whitemore, Anthony C. Williams II

## Charts
| Chart (2015)                            | Peak position |
| --------------------------------------- | ------------- |
| Estados Unidos (Billboard 200)          | 161           |
| Estados Unidos (Top R&B/Hip-Hop Albums) | 11            |

## Historial de Lanzamiento
| Región         | Fecha                | Formato(s)          | Discográfica             | Edicione(s) | Ref    |
| -------------- | -------------------- | ------------------- | ------------------------ | ----------- | ------ |
| Australia      | 21 de agosto de 2015 | CD descarga digital | Louder Than Life Sony 19 | Standard    | [ 78 ] |
| Canada         | 21 de agosto de 2015 | CD descarga digital | Louder Than Life Sony 19 | Standard    | [ 79 ] |
| Nueva Zelanda  | 21 de agosto de 2015 | CD descarga digital | Louder Than Life RAL 19  | Standard    | [ 80 ] |
| Estados Unidos | 21 de agosto de 2015 | CD descarga digital | Louder Than Life RAL 19  | Standard    | [ 81 ] |